# Авелино Гарза (Кармен)
Авелино Гарза (шп. Avelino Garza) насеље је у Мексику у савезној држави Нови Леон у општини Кармен. Насеље се налази на надморској висини од 510 м.

## Становништво
Према подацима из 2005. године у насељу је живело 11 становника.

### Хронологија
| Година       | 2000        | 2005 |
| ------------ | ----------- | ---- |
| Становништво | 18 (12 / 6) | 11   |

### Попис
| # | Индикатор                        | Вредност |
| - | -------------------------------- | -------- |
| 1 | Укупно појединачних домаћинстава | 2        |